# Dietzenbach
Dietzenbach (pronunciación en alemán: /ˈdiːt͡sn̩ˌbax/ⓘ) es un municipio y la ciudad capital del distrito de Offenbach, en el estado federado de Hesse (Alemania). Su población estimada a finales de 2016 era de 33 903 habitantes.
Se encuentra ubicado al sureste del estado, a poca distancia de la orilla sur del río Meno, uno de los principales afluentes del Rin.